# 台鋼獵鷹
台鋼獵鷹為臺灣職業籃球隊，以臺南市作為球隊所在地，並以會員身份參與P. LEAGUE+賽事，球隊主場館為國立成功大學中正堂。
台鋼獵鷹成立於2021年，在2021-22賽季成為T1聯盟創始球隊，2024-25賽季加入P. LEAGUE+。

## 歷史

### 2021年

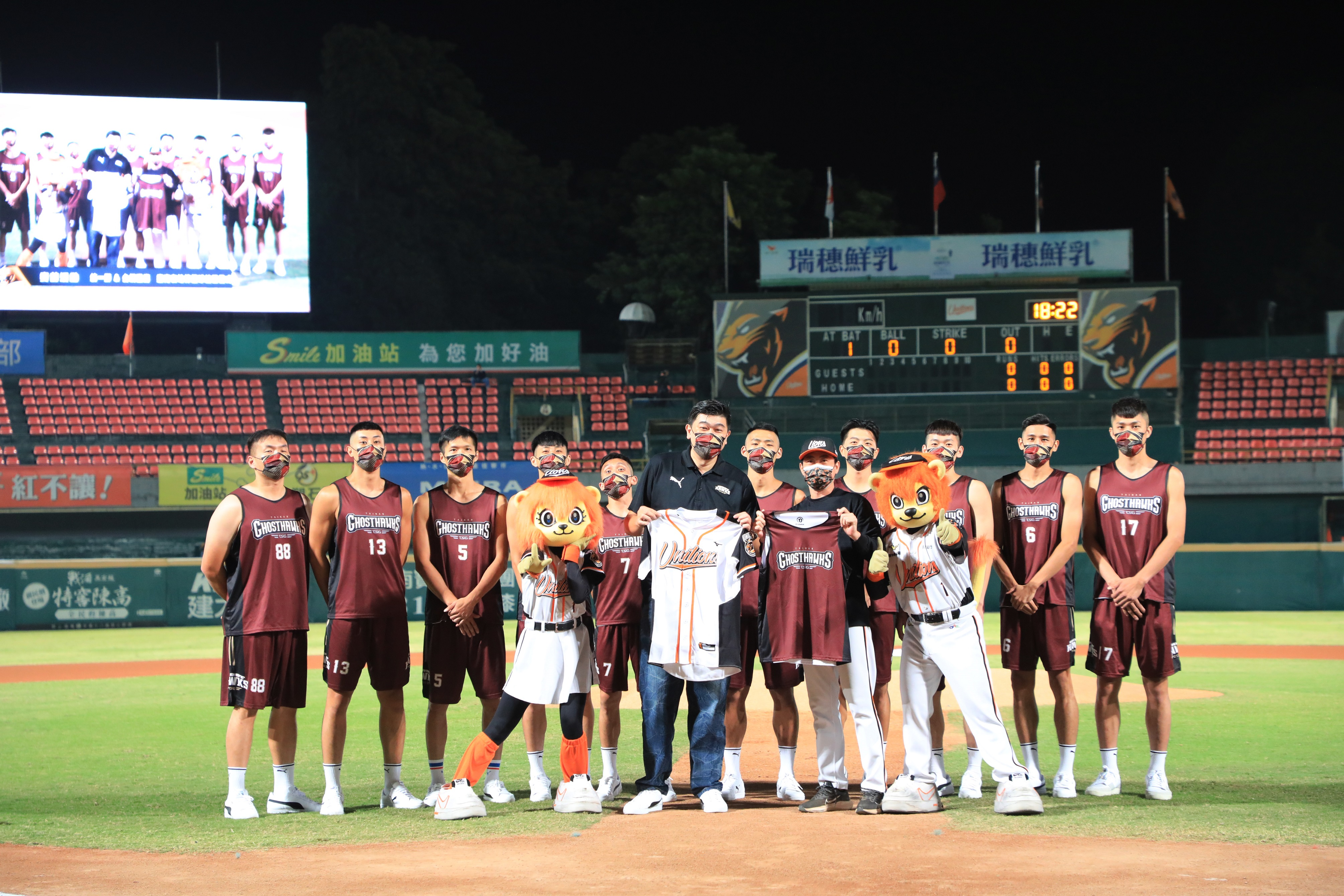
2021年11月，與統一7-ELEVEn獅結盟

2021年8月6日，T1聯盟宣佈首賽季新增桃園雲豹和臺南球隊，臺南球隊由臺南市議員李宗翰主導。
8月9日，球隊總經理錢韋成在2021年T1聯盟新人選秀會亮相。
8月25日，球隊宣佈由年滿12歲且設籍臺南市的市民從「臺南惡鯊」、「臺南鐵牛」、「臺南狼」、「臺南鷹」票選出最終隊名。
9月30日，球隊宣佈由台灣鋼鐵集團贊助，球隊定名為「臺南台鋼獵鷹」。
10月1日，臺南台鋼獵鷹宣佈由馬怡鴻出任助理教練。
10月2日，臺南台鋼獵鷹宣佈由劉孟竹擔任專業顧問。
10月3日，臺南台鋼獵鷹宣佈由吳志偉擔任總教練。
10月26日，臺南台鋼獵鷹獲得PUMA贊助。
11月10日，臺南台鋼獵鷹與中華職棒（CPBL）統一7-ELEVEn獅結盟。
11月15日，臺南台鋼獵鷹宣佈球隊主場館為嘉南藥理大學紹宗體育館。
11月25日，臺南台鋼獵鷹舉行成軍記者會，正式亮相球隊啦啦隊「Wings Girls」，而台灣鋼鐵集團宣布與臺南台鋼獵鷹簽下5+5年的合作關係，其中前5年投入新臺幣一億元冠名贊助臺南台鋼獵鷹。

### 2022年
2022年4月1日，臺南台鋼獵鷹宣佈總教練吳志偉轉任球團總監，由專業顧問劉孟竹代理職務至賽季結束。
5月18日，臺南台鋼獵鷹確定例行賽排名第六名，無緣季後賽。
7月6日，臺南台鋼獵鷹宣布新賽季總教練由劉孟竹無償擔任，並與健行科技大學簽訂產學合作意向書。

### 2023年
2023年3月3日，臺南台鋼獵鷹宣佈總教練劉孟竹因執教健行科大參與111學年度大專籃球聯賽（UBA）男子組八強賽事，3月4日由助理教練馬怡鴻暫代總教練職務1場比賽。
3月24日，臺南台鋼獵鷹宣佈總教練劉孟竹因執教健行科大參與111學年度大專籃球聯賽男子組四強決賽，3月25日再次由助理教練馬怡鴻暫代總教練職務1場比賽。
4月3日，臺南台鋼獵鷹確定拿下例行賽第二名，以第二種子晉級季後賽。
5月8日，臺南台鋼獵鷹在四強賽以3比2擊敗高雄全家海神，晉級總冠軍賽。
5月21日，臺南台鋼獵鷹在總冠軍賽以0比4不敵新北中信特攻。
6月29日，臺南台鋼獵鷹宣佈林育正出任助理教練。
8月31日，臺南台鋼獵鷹宣佈助理教練馬怡鴻合約結束不續約。
11月20日，臺南台鋼獵鷹宣佈愛爾蘭籍教練翔恩（Sean Kilmartin）擔任助理教練。
12月13日，臺南台鋼獵鷹宣佈球團總監吳志偉協議解除合作關係；原助理教練林育正升任首席助理教練；原助理技術教練翔恩升任助理教練兼海外球員發展顧問。

### 2024年
2024年1月9日，臺南台鋼獵鷹宣布劉孟竹請辭總教練職務，總教練一職由首席助理教練林育正暫時代理。
1月29日，臺南台鋼獵鷹宣佈由柯納（Raoul Korner）接任總教練。
4月20日，臺南台鋼獵鷹確定例行賽排名第五名，無緣季後賽。
5月10日，臺南台鋼獵鷹宣佈與柯納完成續約。
6月28日，臺南台鋼獵鷹宣布錢韋成辭去總經理職位。
7月3日，臺南台鋼獵鷹宣佈與助理教練翔恩（Sean Kilmartin）完成續約。
7月9日，台鋼獵鷹宣布退出新聯盟籌備委員會，2024-25賽季加入P. LEAGUE+。
9月12日，台鋼獵鷹宣布高景炎擔任球團發言人職務。
9月17日，台鋼獵鷹宣布由原副總經理王澄緯接任總經理，新賽季主球場改為國立成功大學中正堂。
10月3日，台鋼獵鷹吉祥物「大員」首次亮相。

### 2025年
2025年3月2日，台鋼獵鷹客場92：89擊敗高雄鋼鐵人，成為第二支晉級季後賽的球隊。4月5日，獵鷹客場107：104擊敗鋼鐵人，例行賽13勝11敗排名第三。4月8日，獵鷹球團宣布，由於原主場國立成功大學中正堂已排定全國中等學校運動會及全國大專校院運動會等全國性賽事，無法舉辦4月27日及28日的季後挑戰賽主場比賽，最終確定將主場移往鳳山體育館。4月28日，獵鷹在季後挑戰賽1：3不敵台北富邦勇士無緣進入總冠軍賽。8月19日，台鋼獵鷹宣布柯師（Chris O'Shea）擔任助理教練。

## 歷年戰績
以下列出球隊過去在T1聯盟的戰績。
| 聯盟總冠軍 | 晉級季後賽 |

| 賽季    | 聯盟 | 例行賽 | 例行賽 | 例行賽 | 例行賽 | 例行賽 | 季後賽                                                            |
| 賽季    | 聯盟 | 名次   | 已賽   | 勝場   | 敗場   | 勝率   | 季後賽                                                            |
| ------- | ---- | ------ | ------ | ------ | ------ | ------ | ----------------------------------------------------------------- |
| 2021-22 | T1   | 6 / 6  | 30     | 6      | 24     | .200   |                                                                   |
| 2022-23 | T1   | 2 / 6  | 30     | 19     | 11     | .633   | 獲勝 四強賽（高雄全家海神）3比2 落敗 總冠軍賽（新北中信特攻）0比4 |
| 2023-24 | T1   | 5 / 5  | 28     | 7      | 21     | .250   |                                                                   |
| 2024-25 | PLG  | 3 / 4  | 24     | 13     | 11     | .542   | 落敗 季後挑戰賽（臺北富邦勇士）1比3                               |

## 設施
台鋼獵鷹使用夏都城旅安平館作為球員宿舍。2021-22賽季使用嘉南藥理大學紹宗體育館作為球隊主場，球團規劃滿場時可容納2,100人（二樓1,600人，場邊席500人）。2022-23賽季續用嘉南藥理大學紹宗體育館。2024年2月21日，高苑科技大學正式更名揭牌為「台鋼科技大學」，原校園體育館將改建為球隊訓練基地，預計於2024年底完工啟用。2024-25賽季台鋼獵鷹改使用國立成功大學中正堂作為球隊主場，場館可容納4,000人。11月17日，台鋼獵鷹的球隊訓練體育館在台鋼科技大學體育館正式啟用。2025年P. LEAGUE+季後賽首輪主場賽事在高雄市鳳山體育館舉行。

## 外部連結
- 官方网站
- 台鋼獵鷹的Facebook專頁
- 台鋼獵鷹的Instagram帳戶
- YouTube上的台鋼獵鷹頻道
- 台鋼獵鷹在P. LEAGUE+的資訊